# Omar Sarsam
Omar Sarsam (* 11. Juni 1980 in Wien) ist ein österreichischer Kabarettist und Facharzt für Kinder- und Jugendchirurgie.

## Leben
Omar Sarsam wuchs als Sohn einer Araberin und eines Vaters mit arabisch-österreichischen Wurzeln in Wien auf, wo er an der Medizinischen Universität studierte und anschließend eine Ausbildung zum Facharzt für Kinder- und Jugendchirurgie im Wiener Donauspital und im Unfallkrankenhaus Meidling absolvierte. Seine Großeltern wanderten 1946 aus Österreich in den Irak aus, in den 70er-Jahren kehrten seine Eltern nach Wien zurück.
Über einen Umweg zum Musical kam er während der Studienzeit zum Kinder- und Improvisationstheater bei Michaela Obertscheider, die später auch für ihn Regie führte. 2004 stand er mit der Improvisationsshow Hands Up im Kabarett Niedermair erstmals auf der Bühne, 2006 verkörperte er den Affen in Moni und der Monsteraffe von Franzobel.
Mit Marc Bernhuber gründete er die Discoparty Brothers, ihr Song Disco, Disco, Party, Party schaffte es 2010 in die österreichischen Charts und wurde auf YouTube über 16 Millionen Mal aufgerufen. Mit Bernhuber stand er auch gemeinsam mit dem Programm Eule und Pflicht auf der Bühne. Anfang 2016 feierte Sarsam mit seinem ersten Solokabarettprogramm Diagnose: Arzt Premiere. Im selben Jahr trat er auch mit Josef Hader, Lisa Eckhart, Clemens Maria Schreiner und Berni Wagner  im Wiener Stadtsaal unter dem Titel Hader & Friends auf.
Seit 2016 ist er Mitglied des Rateteams von Was gibt es Neues?. Weitere Fernsehauftritte hatte er unter anderem 2017 in Vereinsheim Schwabing und der von Hosea Ratschiller moderierten ORF-Sendung Pratersterne. Im April 2017 war er eine Woche lang im Ö3-Wecker zu hören, im November 2017 nahm er an der ORF-Quizshow Echt jetzt?! teil. Im Dezember 2017 war er in Mitternachtsspitzen zu Gast.
Im Februar 2018 feierte mit seinem zweiten Soloprogramm Herzalarm Premiere, mit dem er im Juli 2018 auch beim Wiener Kabarettfestival zu sehen war. Im Mai 2018 trat er gemeinsam mit Lukas Resetarits, Klaus Eckel, Alex Kristan und Martina Schwarzmann in der Wiener Stadthalle im Rahmen des „Kabarettgipfels“ auf. Im Dezember 2019 war er neben Resetarits, Kristan, Andreas Vitásek und BlöZinger erneut im Rahmen des Kabarettgipfels im ORF zu sehen.
Im Februar 2019 war er einer der vier Kandidaten der Promi-Ausgabe der Millionenshow, auf Puls 4 moderiert er seit Februar 2019 das Format Comedy Grenzgänger. Im Juli 2019 war er beim Wiener Kabarettfestival mit dem Programm Diagnose: Arzt vertreten. Sein Programm Herzalarm wurde Anfang Juli 2020 im Rahmen des ORF-Sommerkabaretts gezeigt.
Im September 2021 war er im Rahmen des ORF-Sommerkabaretts 2021 in der Sendung Gemischter Satz – Ein wortreicher Abend mit Eckel, Sarsam, Wunderl und Co gemeinsam mit Klaus Eckel und Patrizia Wunderl zu sehen und beim Donauinselfest zu Gast. Außerdem feierte er mit seinem dritten Soloprogramm Sonderklasse im Wiener Stadtsaal Premiere. 2022 wurde er Konsul des Wiener Roten Kreuzes. Für den ORF drehte er 2023 das Okidoki-Format Das Wunder DU nach einem Buch von Thomas Brezina.

## Privates
Sarsam ist verheiratet und Vater zweier Söhne.

## Soloprogramme
- 2016: Diagnose: Arzt
- 2018: Herzalarm
- 2021: Sonderklasse
- 2025: Stimmt[34]

## Auszeichnungen
- 2022: Salzburger Stier[35]